# Frankophobie
Frankophobie oder Gallophobie sind Ausdrücke einer Abneigung oder Hass gegenüber Frankreich beziehungsweise den Franzosen und ihrer Bräuche und Einflüsse. Das Antonym ist Frankophilie.

## Regionale Schwerpunkte

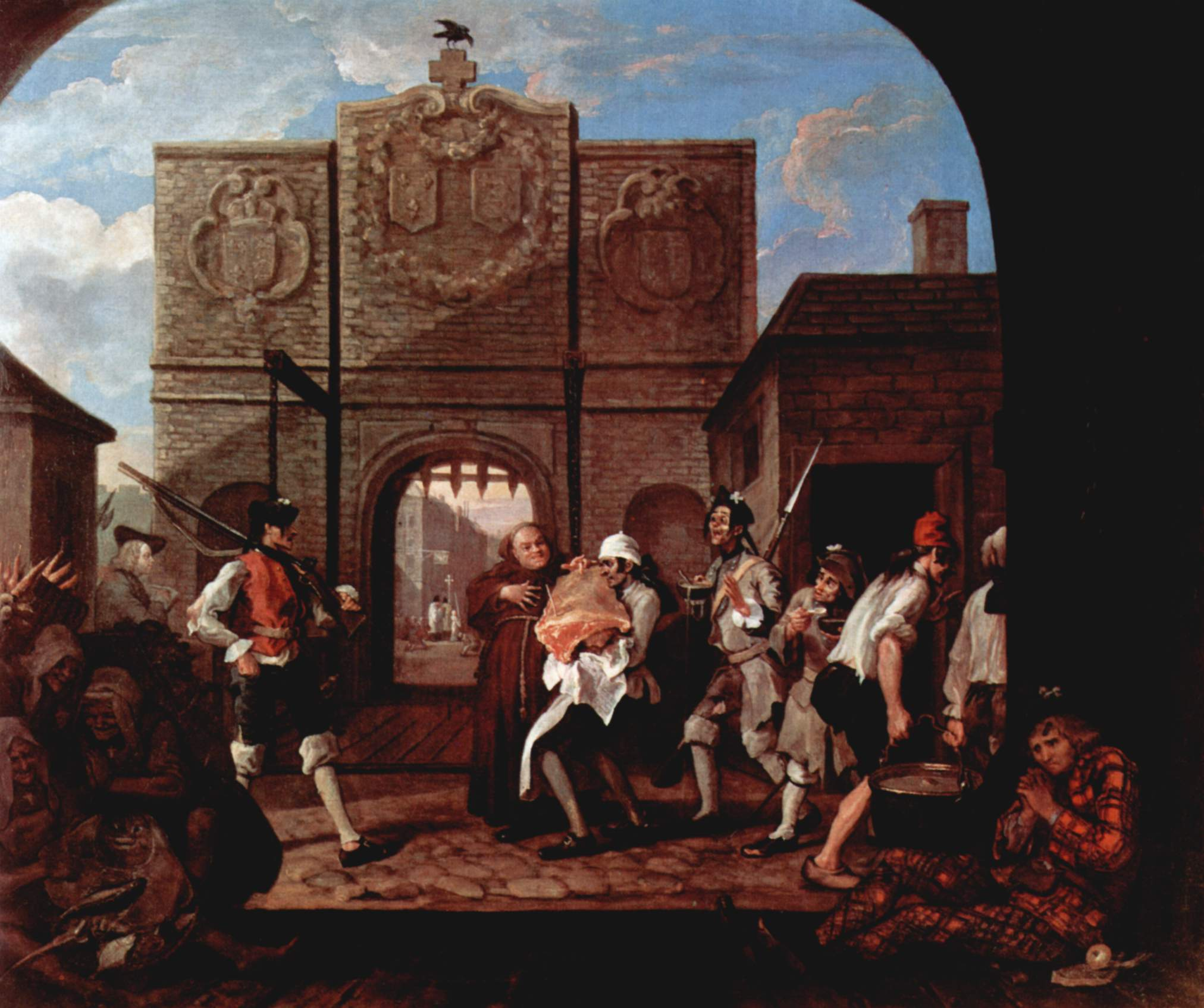
The Gate of Calais: O! The Roast Beef of Old England von William Hogarth zeigt ein verkommenes und unterdrückerisches Frankreich

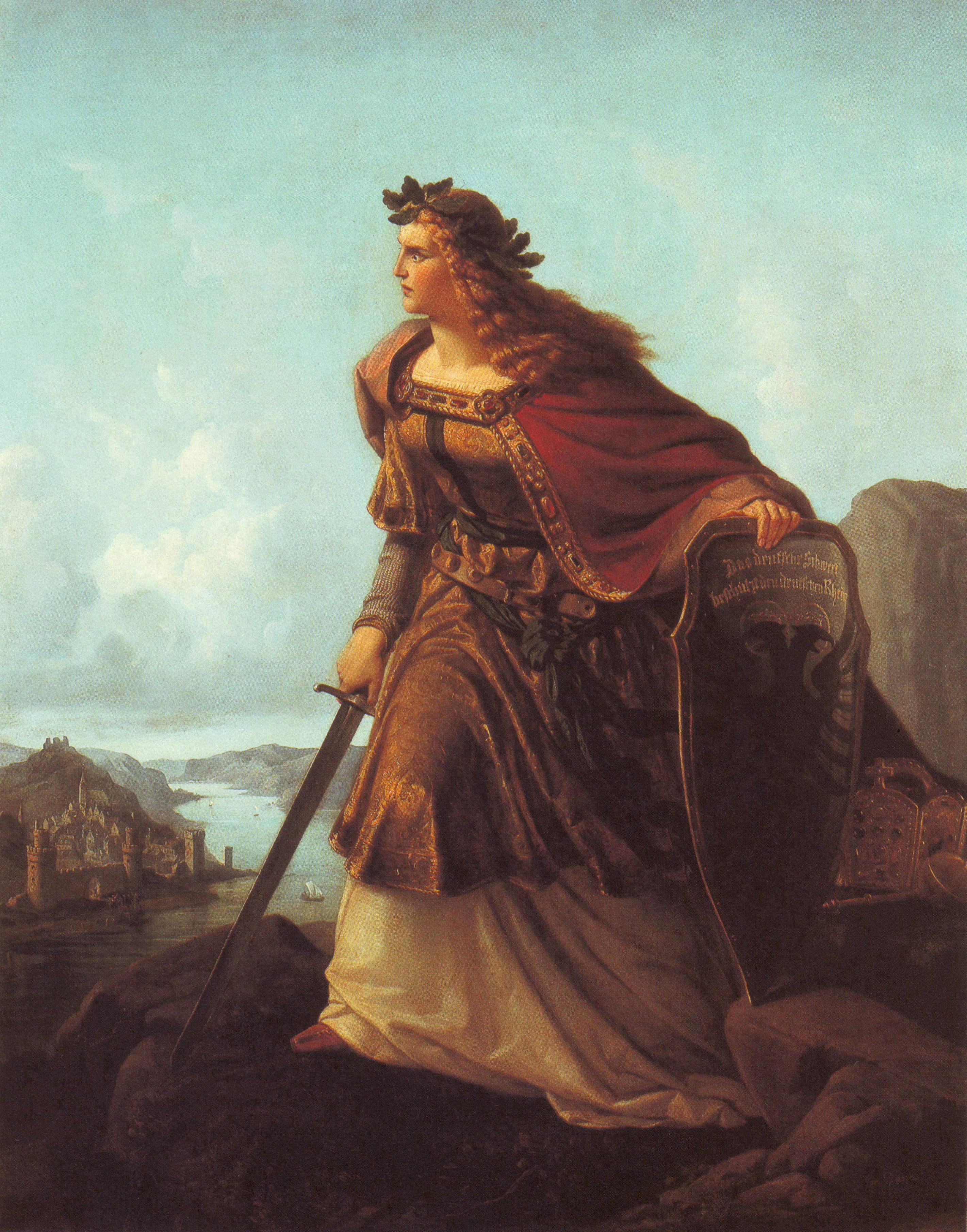
Germania auf der Wacht am Rhein

### England
Die längste frankophobe Tradition findet sich in England, welches über Jahrhunderte regelmäßig kriegerische Auseinandersetzungen mit Frankreich beziehungsweise dem aufkommenden französischen Nationalstaat führte, die in dem britisch-französischen Kolonialkonflikt weltweit ausstrahlten.

### Vereinigte Staaten
In den Vereinigten Staaten ist ebenso eine lange Tradition von frankophoben Stimmungen zu verzeichnen, die regelmäßig anhand Spott über Frankreich und französische Kultur die Frankophilie und traditionelle Frankreichsehnsucht der amerikanischen Oberschicht zum Ziel nehmen.
Aus französischer Perspektive interpretiert man das als Unbehagen der Amerikaner gegenüber einer durchaus verwandten demokratischen Gesellschaft, die aber tiefgreifend anders sei und den amerikanischen Hegemonialanspruch immer wieder konterkariere. Auf amerikanischer Seite unterstellt Charles Cogan den Franzosen eine versteifte Cartesianische Logik und Prinzipienreiterei, die immer wieder mit dem amerikanischen Pragmatismus zusammenpralle. In dem Zusammenhang wird auf den französischen Diplomaten referiert, der eine Friedensmission der NATO mit den Worten kritisierte, sie funktioniere zwar in der Praxis, sei aber theoretisch unhaltbar.

### Australien
Die 1995 durchgeführten Atomtests Frankreichs im Umfeld der französischen Überseeterritorien führten zu einer starken antifranzösischen Stimmung in Australien und Neuseeland, die Versatzstücke der klassischen antifranzösischen Diskussion in den angelsächsischen Ländern wieder mitaufnahm.

### Kanada
Eine besondere Situation findet sich in Kanada, wo die innerkanadischen Beziehungen und Auseinandersetzungen zwischen den eher protestantischen Anglokanadiern und den katholisch geprägten französischsprechenden Québécois immer auch zu innerstaatlichen Spannungen führen. Um die Veröffentlichungen von Mordecai Richler und Esther Delisle über Nazisympathien in Quebec und den Priester und Historiker Lionel Groulx kam es in den 1990er Jahren zu einem regelrechten Historikerstreit. Berüchtigt ist der Ausdruck Speak White (Sprich wie ein Weißer), mit dem vor allem die englische Oberschicht in Quebec ihr Weißsein andeutete und der lyrisch von Michèle Lalonde verarbeitet wurde.

### Schweiz und Belgien
Ähnlich ist die Schweiz vom Röstigraben durchzogen, der die Romandie und die im weiteren Umfeld befindlichen Waggis von den deutschsprachigen Schweizern trennt.

In Belgien kam es erst mit dem Manifeste pour la culture wallonne 1983 zu einem ausdrücklichen Bekenntnis einer belgischen Identität des französischsprechenden Teils des stark auseinanderstrebenden Landes.

### Deutschland

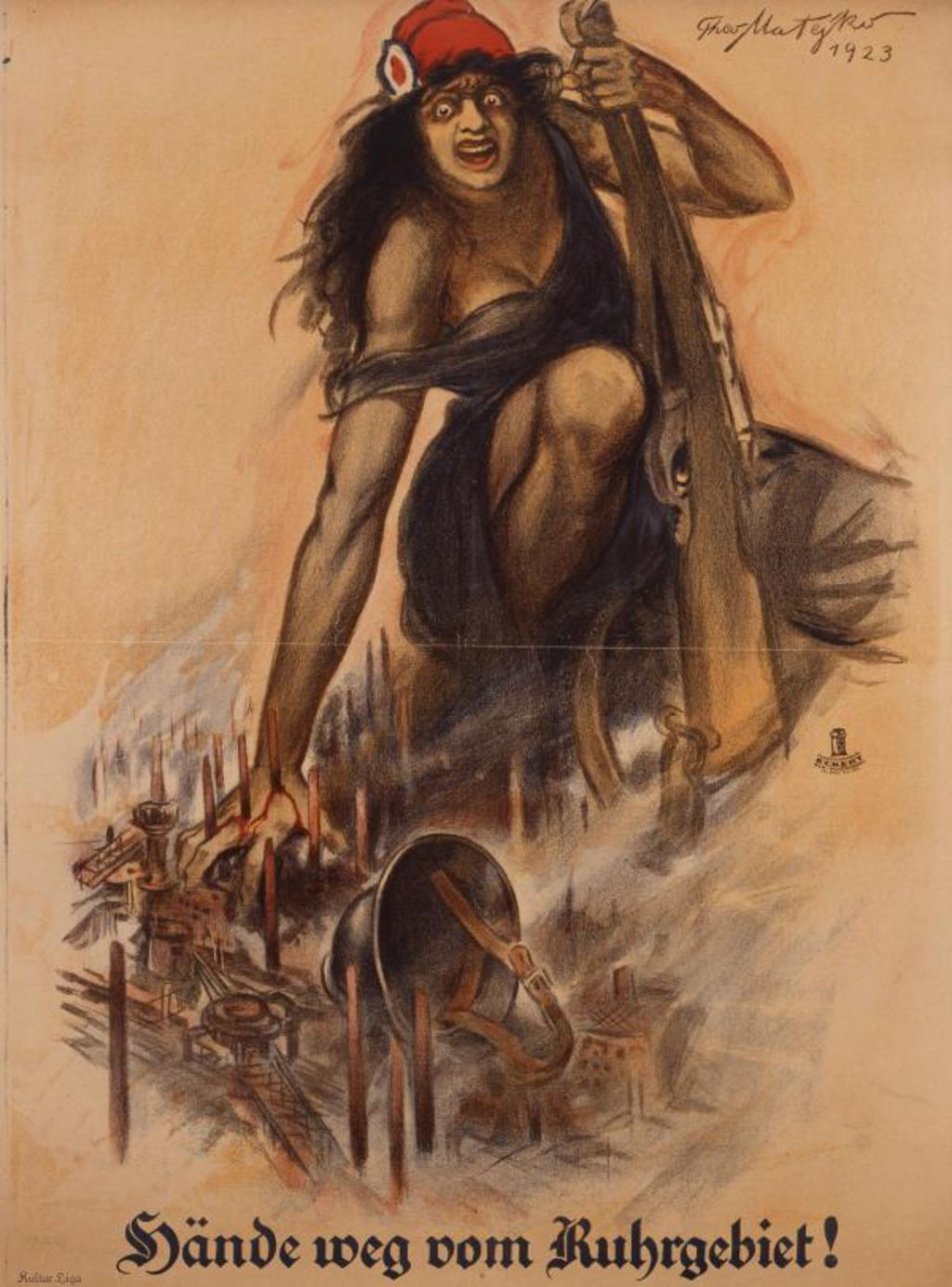
Theo Matejko: Plakat zur Ruhrbesetzung (1923)

In den deutschsprachigen Ländern war die französische Hegemonialmacht lange Vorbild der Oberschicht und der lokalen Potentaten, die der Prachtentfaltung des Sonnenkönigs nacheiferten. Nach der Französischen Revolution fand in weiten Kreisen des republikanischen Bürgertum die ursprüngliche Frankreichbegeisterung aufgrund der Napoleonischen Kriege und der sogenannten Franzosenzeit ein jähes Ende – und schwenkte in das Gegenteil um. Im 19. Jahrhundert wurde Frankophobie als Teil deutscher Identität und deutschen Nationalstolzes betrachtet und der Hass auf Frankreich wurde zu einer Ausdrucksform deutschen Nationalbewusstseins. Da Konflikte zwischen beiden Staaten zumeist durch Kriege, wie den Deutsch-Französischen Krieg, sowie den Ersten und den Zweiten Weltkrieg, ausgetragen wurden, fanden frankophobe Meinungen in Deutschland Verbreitung. Erst der Élysée-Vertrag legte 1963 den Grundstein für die deutsch-französische Freundschaft.

### Ehemalige französische Kolonien
In einigen der ehemaligen französischen Kolonien – insbesondere den afrikanischen – kommt eine Abneigung, zuweilen Wut auf Frankreich vor, u. a. basierend beispielsweise auf den Gräueltaten des Algerienkriegs oder der nach wie vor vollzogenen Ausbeutung von afrikanischen Bodenschätzen und deren zwangsläufige Begleitumstände.
Eines von vielen Elementen der afrikanischen Kritik an Frankreich ist auch Frankreichs maßgebliche Beteiligung im Oktober 2011 am Sturz des libyschen Diktators Muammar al-Ghadhafi, der sich wiederum für die Initiierung der 2002 gegründeten Afrikanischen Union auszeichnete. Mit Ghadhafis Sturz – zumal er von 2009 bis 2010 der Afrikanischen Union vorsaß – wird das Chaos und Elend in der Region um Libyen mit seiner Entmachtung in Verbindung gebracht.
Auch Jahrzehnte nach dem Erreichen der Unabhängigkeit kommt es in Staaten wie beispielsweise Burkina Faso, Mali oder Niger zu antifranzösischen Kundgebungen oder Ausschreitungen. Im Juli 2023 wurden nach dem Militärputsch in Niger 2023 Brandsätze gegen die französische Botschaft in Niamey geworfen. Ursache für die Ablehnung der ehemaligen Kolonialmacht ist oftmals der Vorwurf der zu großen Einmischung in die Politik und Wirtschaft dieser Staaten mittels Regierungen, die Beziehungen zu Frankreich pflegen.

## Sprachliche Auswirkungen
In der englischen und französischen Sprache werden einige Verhaltensweisen und Gegenstände jeweils auf den Nachbarn bezogen – ein french leave, ein den Gastgebern unbemerkt bleibendes Verlassen einer Veranstaltung ist auf Französisch keine französische, sondern eine fileage à l’anglaise. French letter bezeichnet keinen Brief, sondern ein Kondom, wohingegen in Frankreich das Capot anglais eine englische Regenkappe oder Kapuze verballhornt. Herpes und Syphilis wurden wechselseitig französische respektive englische Krankheit genannt.